# Gaspard II de Montmayeur
Gaspard (II) de Montmayeur, mort avant 1436, peut-être 1431, est un noble de la maison de Montmayeur, seigneur de Montmayeur, de Villarsalet (Villard-Sallet), maréchal de Savoie.

## Biographie

### Origines
Issu d'une puissante famille de Savoie, les Montmayeur, Gaspard de Montmayeur est le fils du maréchal Gaspard (I) de Montmayeur,. Son année de naissance est inconnue à ce jour.
Il aurait pour frère l'évêque de Maurienne (1410-1422), Amédée de Montmayeur, selon l'abbé et historien Saturnin Truchet (1828-1904). Cependant, Félix Bernard (1883-1972) indique que son père était le fils de Gaspard (I). Plusieurs auteurs citent l'évêque comme fils du maréchal.
Il épouse Guigone de La Balme, en 1417, fille d'Aymon de la Balme, seigneur d'Apremont et châtelain du comte de Savoie (Beaufort, Suse et Maurienne). Elle est l'unique héritière de cette noble famille et apporte notamment le château d'Apremont. Ils ont un fils, Jacques, qui sera fait maréchal, comme ses prédécesseurs, et pour qui la seigneurie de Montmayeur sera érigée en comté. Sa fille, Françoise, épouse en premières noces (1420) Jean de Sassenage[réf. nécessaire], puis Manfred de Saluces vers la fin de l'année 1426,. Manfred de Saluces sera fait maréchal de Savoie au cours de cette même année.
Le chanoine Garin donne également un fils naturel, Jean.

### Au service de la maison de Savoie
Lorsque son père meurt, en 1383, il se trouve en Flandre où il guerroie au côté du fils du comte, Amédée, futur Amédée VII. Tout comme son père, il est châtelain comtal pour Le Châtelard entre 1398 et 1406,,. Il en profite pour s'implanter dans les Bauges, en obtenant divers châteaux.
On retrouve Gaspard de Montmayeur bailli de Vaud à partir de 1401 voire 1403 jusqu'en 1404. Il est également bailli de Faucigny, au cours de cette période. Il est ensuite avoué de Payerne, dans le pays de Vaud, entre 1407 à 1427.
En 1409, il est envoyé en France comme ambassadeur.
Il devient maréchal de Savoie vers 1412 — 1410 selon l'abbé Garin — et le reste jusqu'en 1434. Il participe à la campagne en pays de Vaud contre les Bernois En 1413, il participe à la campagne contre le marquisat de Saluces.
Il est ainsi châtelain comtal pour La Tour-de-Peilz (Pays de Vaud) entre 1406 et 1414, de Tarentaise (Salins) entre 1415 et 1431 (peut être 1432) et châtelain de La Rochette (1429-1431 voire 1432),,, tout comme son père. Il est aussi châtelain de Châtillon et Cluses (1419-1429).
Au cours de cette période, il est fait chevalier de l'ordre du Collier, créé par Amédée VI en 1363 et dont son père sera l'un des quinze premiers membres, en 1413,.
Entre 1414 et 1418, il est l'ambassadeur du duc de Savoie au concile de Constance. Il participe ensuite à la guerre contre Milan en 1427-1428.
Lors de la cérémonie de promulgation des statuts de Savoie, au château de Chambéry, le 17 juin 1430, il fait partie des seigneurs et témoins.

### Mort et sépulture
Gaspard de Montmayeur meurt en 1433 à Chambéry, selon l'abbé Garin, en tout cas avant l'année 1436, selon le médiéviste Guido Castelnuovo. L'historienne suisse, Nadia Pollini, dans la notice du Dictionnaire historique de la Suisse, donne l'année 1431.
Son corps est inhumé dans la chartreuse de Pierre-Châtel.